# Dżandara
Dżandara (gruz. ჯანდარა) – wieś w Gruzji, w regionie Dolna Kartlia, w gminie Gardabani. W 2014 roku liczyła 1468 mieszkańców.